# Sanfins (Chaves)
Sanfins, conocida oficialmente como Sanfins da Castanheira, es una freguesia portuguesa del concelho de Chaves,  en el distrito de Vila Real,con 17,86 km² de superficie y 236 habitantes (2011), distribuidos en cinco aldeas: Sanfins, Sta. Cruz da Castanheira, Polide, Mosteiro da Castanheira y Parada. Su densidad de población es de 13,2 hab/km².
Situada en el extremo oriental del concelho de Chaves, a 24 km de su capital, Sanfins limita con los concelhos de Valpaços y Vinhais. De este último le separa el cañón del río Mente, afluente del río Rabazal, que a su 
vez forma parte de la cuenca del Duero. Esta situación geográfica, aun sin tener frontera directa con España, favoreció que Sanfins sirviera en los años cuarenta del siglo XX de refugio de retaguardia para la guerrilla antifranquista.
La freguesia estuvo adscrita al antiguo concelho de Monforte de Río Livre hasta la supresión de este en 1853, quedando adscrita desde entonces a Chaves. Afectada en los últimos decenios, como casi todas las parroquias rurales del municipio, por un proceso de intensa despoblación (tenía 824 habitantes en el censo de 1981), la actividad económica de Sanfins se reduce a una agricultura prácticamente de subsistencia.